# Cryptochetum iceryae
Cryptochetum iceryae is een vliegensoort uit de familie van de Cryptochetidae. De wetenschappelijke naam van de soort is voor het eerst geldig gepubliceerd in 1888 door Williston.